# Leonore Goldschmidt
Leonore Goldschmidt (geb. Zweig, * 16. November 1897 in Gosda bei Calau; † 7. März 1983 in London) war eine deutsche Pädagogin.

## Biografie

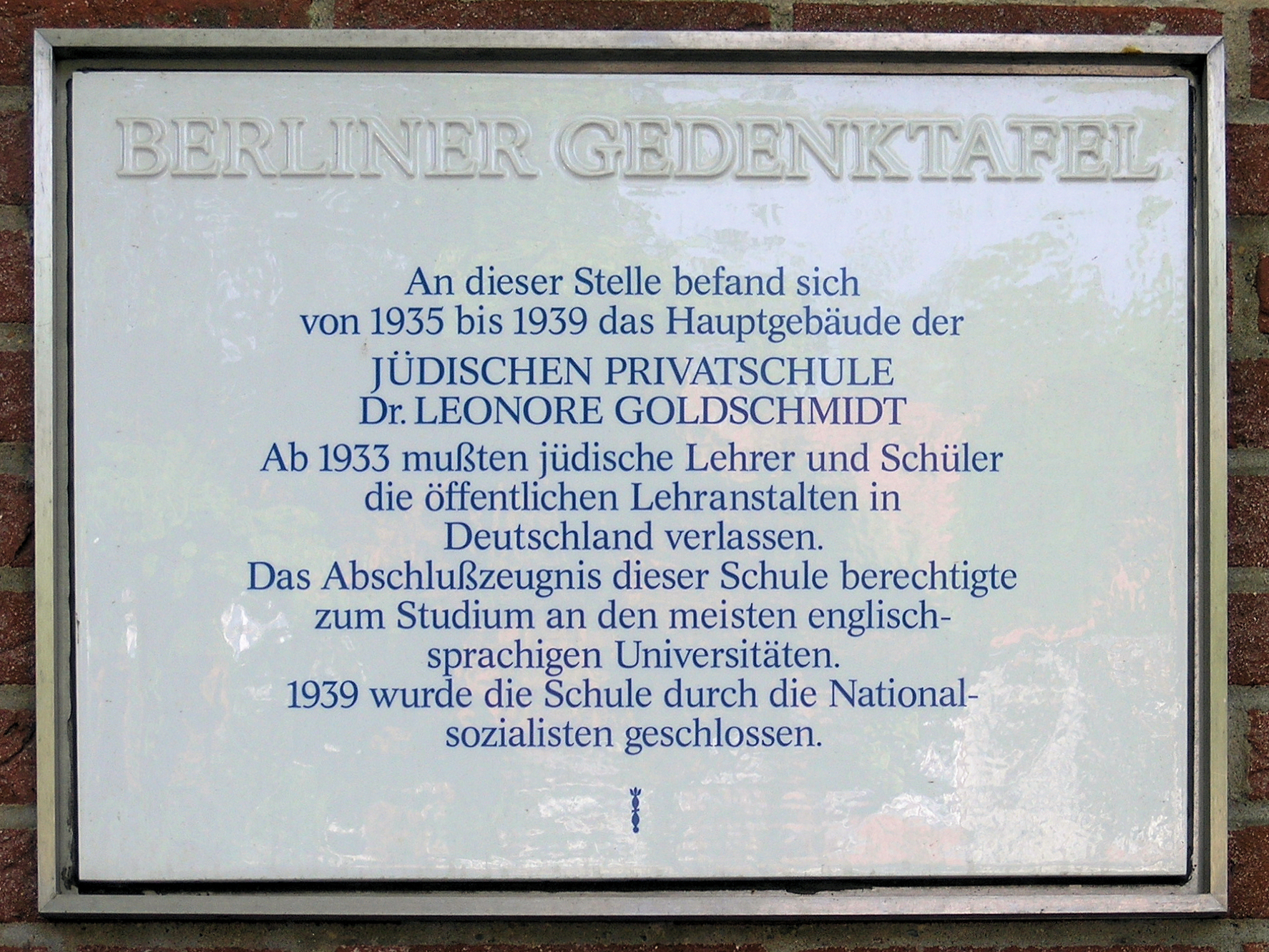
Berliner Gedenktafel am Haus Hohenzollerndamm 110a, in Berlin-Schmargendorf

Leonore Zweig wuchs als Tochter eines Dampfziegeleibesitzers in einem Dorf in der Lausitz auf. 1916 machte sie als Extraneer (Externe) am Grunewald-Gymnasium, dem heutigen Walther-Rathenau-Gymnasium, in Berlin-Grunewald ihr Abitur.
Von 1916 bis 1921 studierte sie Englisch, Geschichte und Germanistik in Jena und Berlin. 1921 promovierte sie an der Universität Heidelberg. 1923 heiratete sie den Anwalt Ernst Goldschmidt.
Sie arbeitete als Lehrerin 1922 an der Cecilien-Schule in Berlin-Wilmersdorf und ab 1925 am Sophie-Charlotte-Gymnasium in Berlin-Charlottenburg.
Am 7. April 1933 wurde das Gesetz zur Wiederherstellung des Berufsbeamtentums erlassen, das erlaubte, politisch missliebige Beamte, vor allem aber Juden, einfach aus dem Staatsdienst zu entfernen. Leonore Goldschmidt erhielt die schriftliche Mitteilung ihrer Versetzung in den Ruhestand.
Im Jahr 1934 arbeitete sie an der Privaten Jüdischen Waldschule Grunewald (Lessler-Schule) der Toni Lessler.

## Gründung einer Privatschule
Mit ihrem Mann fand sie eine Lücke im nationalsozialistischen Schulsystem: Jeder jüdische Lehrer durfte fünf „nichtarische“ Kinder unterrichten. Sie schloss sich mit anderen jüdischen Lehrerkollegen zusammen und konnte – nach mehreren Absagen des Amtes – eine private Schule eröffnen. Es entstand am 1. Mai 1935 ihre eigene Schule in Berlin-Grunewald in der Kronberger Straße 24. Sie finanzierte dieses Projekt durch eine Erbschaft ihres 1934 ermordeten Cousins Alexander Zweig.
Von den jüdischen Schülern wurde diese Schule auch „Oase“ genannt, da die Kinder hier nicht den üblichen Ausgrenzungen und Repressionen ausgesetzt waren.
Als sich die politische Lage verschlimmerte, begann sie die Kinder auf ein Leben im Exil vorzubereiten. Sie fand mit Hilfe der britischen Botschaft einen britischen Lehrer – Philip Woolley – für muttersprachlichen Englischunterricht. 1936 konnte der Unterricht aufgenommen werden. Unterstützung für dieses Projekt leistete Goldschmidts ehemaliger Professor Walter Hübner, der inzwischen für das Reichserziehungsministerium arbeitete.
Die Private Jüdische Schule Dr. Leonore Goldschmidt erhielt 1936 die offizielle Abiturlizenz und 1937 den Status eines Examination Centre of the University of Cambridge. Der bilinguale Schulabschluss ermöglichte den Schülern den Zugang zu den englischsprachigen Universitäten in Europa und Nordamerika und erleichterte ihnen damit die Emigration. 1937 zählte die Schule 520 Schüler und 40 Lehrer.
Von den Zerstörungen der Novemberpogrome 1938 blieb die Schule verschont. Aber es war nur eine Frage der Zeit, bis auch Schüler und Schule ins Visier der Nazis gerieten. Ihr Mann erhielt eine Warnung einer bevorstehenden Verhaftung. Es gelang ihm aber, mit Hilfe der britischen Botschaft und einem gültigen Visum nach England zu entkommen.
Leonore Goldschmidt selbst gab bei der britischen Botschaft an, die Schule für zehn Reichsmark an Philip Woolley verkaufen zu wollen. Der Beamte bezweifelte zwar die Legalität dieser Transaktion, fertigte aber die entsprechenden Papiere aus. Diese Papiere sicherten den Fortbestand der Schule, da sie sich jetzt in ausländischem Besitz befand.
Die Dokumentation Goldschmidts Kinder erzählt die Geschichte der Schule.

## Emigration
Kaum ein Land war 1937/38 bereit, jüdische Flüchtlinge aufzunehmen. Zusammen mit ihrem Ehemann versuchte Leonore Goldschmidt, eine Filiale der Goldschmidt-Schule in England zu eröffnen. Sie bat die britische Regierung, die Evakuierung der Kinder nach England zu finanzieren; die Regierung meinte allerdings, keine akute Gefahr für das Leben der Kinder erkennen zu können. Nach dem 9. November 1938 durften die Kinder (ohne Begleitung von Angehörigen) mit dem Kindertransport ab Bremerhaven nach England einreisen. Leonore Goldschmidt verließ Deutschland im Juni 1939 und kehrte nie dorthin zurück. Bis zum Mai 1940 führte sie im englischen Folkestone ihre Schule weiter.
Von 1940 bis 1968 arbeitete sie als Lehrerin an verschiedenen privaten und öffentlichen Schulen in England. Nach ihrer Pensionierung studierte sie Russisch und lebte bis zu ihrem Tod 1983 in London.

## Ehrungen
- Die Ausstellung „Hier ist kein Bleiben länger“ (Zitat Nelly Sachs) des Museums Wilmersdorf (heute: Museum Charlottenburg-Wilmersdorf) erinnerte vom 19. März bis 18. September 1992 an fünf Gründerinnen jüdischer Schulen in Wilmersdorf: Leonore Goldschmidt (1897–1983), Lotte Kaliski (1908–1995), Vera Lachmann (1904–1985), Toni Lessler (1874–1952) und Anna Pelteson (1868–1943).
- In Hannover-Mühlenberg ist die Leonore-Goldschmidt-Schule nach ihr benannt.[6]

## Dokumentarfilm
Goldschmidts Kinder – Überleben in Hitlers Schatten, ARD, 2017